# Uno F. Olsson
Uno Fabian Olsson, född 20 februari 1906, död 9 december 1986 var en gruvarbetare och hembygdsforskare i Kiruna och en av grundarna till Kiruna Amatörforskarförening.
Olsson gav 1983 ut "Folklore i Torne lappmark".